# Rolf Andersson (tränare)
Bo Rolf Torbjörn Andersson, född 30 april 1933 i Västlands församling, Uppsala län, död 13 april 2020 i Skutskärs distrikt, Uppsala län, var en svensk tränare. Han var mest känd för att ha varit en huvudtränare för hockeylaget Brynäs IF:s A-lag åren 1977–1979.
Rolf Andersson utbildade ishockeytränare för Svenska ishockeyförbundet åren 1963–1973, då han bland annat utbildade tränare Tommy Sandlin. Andersson var under sin verksamma tid själv tränare för flera lag inom framför allt ishockey och handboll.
Rolf Andersson representerade även Brynäs IF vid den internationella tränarkonferensen i Moskva år 197?. Han är gravsatt i minneslunden på Skutskärs kyrkogård.

## Tränarkarriär
- 1978–1979: Brynäs IF[3]
- 1977–1978: Brynäs IF A-lag (vinst i Elitserien)[3]
- 1975–1976: Brynäs IF juniorer (guld i Junior-SM)
- 197?     : Gislaved
- 197?     : Tierp